# Mistrzostwa Europy w Lekkoatletyce 1978 – pchnięcie kulą mężczyzn

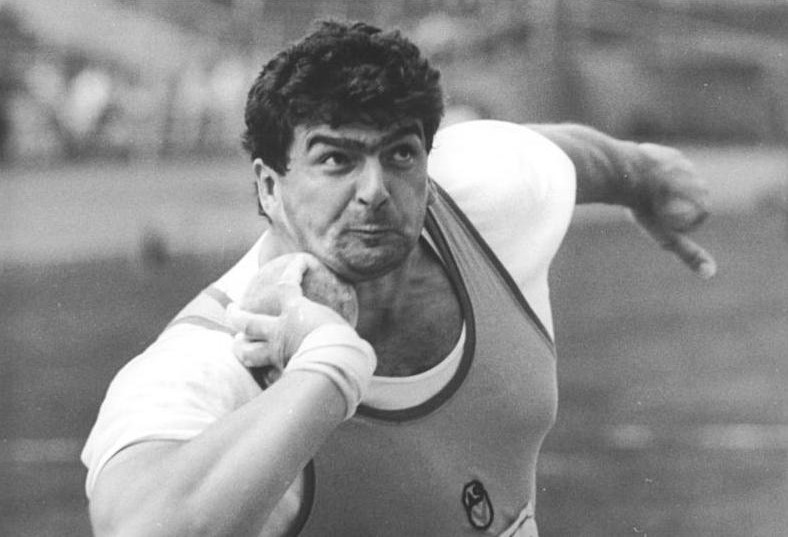
Udo Beyer

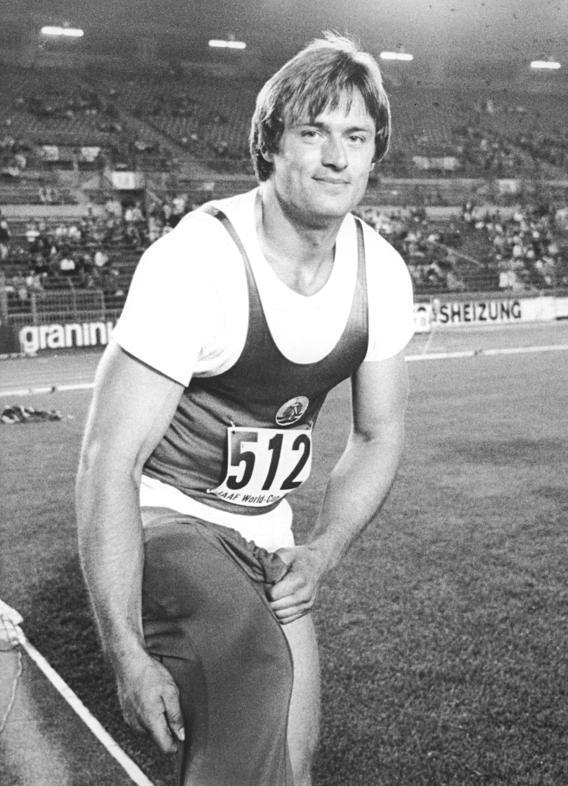
Wolfgang Schmidt

Pchnięcie kulą mężczyzn było jedną z konkurencji rozgrywanych podczas XII mistrzostw Europy w Pradze. Kwalifikacje rozegrano 31 sierpnia, a finał 1 września 1978 roku. Zwycięzcą tej konkurencji został reprezentant Niemieckiej Republiki Demokratycznej Udo Beyer. Pierwotnie srebrny medal zdobył Jewgienij Mironow ze Związku Radzieckiego, lecz następnie został zdyskwalifikowany za stosowanie dopingu. Geoff Capes z Wielkiej Brytanii nie został dopuszczony do konkursu finałowego z powodu znieważenia sędziego, a następnie zdyskwalifikowany. W rywalizacji wzięło udział dziewiętnastu zawodników z dwunastu reprezentacji.

## Rekordy
| Rekord świata     | Udo Beyer (GDR)          | 22,15 | Göteborg, Szwecja   | 06.07.1978 |
| Rekord Europy     | Udo Beyer (GDR)          | 22,15 | Göteborg, Szwecja   | 06.07.1978 |
| Rekord mistrzostw | Hartmut Briesenick (GDR) | 21,08 | Helsinki, Finlandia | 13.08.1971 |

## Wyniki

### Kwalifikacje
Minimum wynosiło 19,50 m.
| Poz. | Zawodnik              | Reprezentacja   | Grupa | #1    | #2    | #3    | Rezultat | Uwagi |
| ---- | --------------------- | --------------- | ----- | ----- | ----- | ----- | -------- | ----- |
| 1.   | Reijo Ståhlberg       | Finlandia       | A     | 20,25 | –     | –     | 20,25    | Q     |
| 2.   | Udo Beyer             | NRD             | B     | 19,35 | 20,03 | –     | 20,03    | Q     |
| 3.   | Anatolij Jarosz       | ZSRR            | A     | 19,80 | –     | –     | 19,80    | Q     |
| 4.   | Jaromír Vlk           | Czechosłowacja  | A     | 19,76 | –     | –     | 19,76    | Q     |
| 5.   | Aleksandr Barysznikow | ZSRR            | B     | 19,74 | –     | –     | 19,74    | Q     |
| 6.   | Wolfgang Schmidt      | NRD             | B     | 19,72 | –     | –     | 19,72    | Q     |
| 7.   | Hreinn Halldórsson    | Islandia        | B     | 19,62 | –     | –     | 19,62    | Q     |
| 8.   | Jaroslav Brabec       | Czechosłowacja  | B     | 19,20 | 19,09 | 19,48 | 19,48    | q     |
| 9.   | Mathias Schmidt       | NRD             | A     | 19,38 | 18,69 | 18,88 | 19,38    | q     |
| 10.  | Wyłczo Stoew          | Bułgaria        | B     | x     | 19,21 | 19,26 | 19,26    | q     |
| 11.  | Ralf Reichenbach      | RFN             | A     | 18,64 | x     | 19,09 | 19,09    |       |
| 12.  | Jean-Pierre Egger     | Szwajcaria      | B     | 18,67 | x     | 18,33 | 18,67    |       |
| 13.  | Miroslav Janoušek     | Czechosłowacja  | A     | 18,24 | 18,61 | x     | 18,61    |       |
| 14.  | Anders Arrhenius      | Szwecja         | A     | 18,16 | 18,29 | 18,48 | 18,48    |       |
| 15.  | Vladimir Milić        | Jugosławia      | B     | 18,35 | 17,97 | x     | 18,35    |       |
| 16.  | Marco Montelatici     | Włochy          | A     | x     | x     | 18,14 | 18,14    |       |
| 17.  | Angelo Groppelli      | Włochy          | B     | x     | x     | 18,04 | 18,04    |       |
| –    | Geoff Capes           | Wielka Brytania | A     | 17,03 | 18,96 | 20,08 | 20,08    | DQ    |
| –    | Jewgienij Mironow     | ZSRR            | A     | x     | 19,30 | 20,40 | 20,40    | DQ    |

### Finał
| Poz. | Zawodnik              | Reprezentacja   | Próby | Próby | Próby | Próby | Próby | Próby | Wynik | Uwagi |
| Poz. | Zawodnik              | Reprezentacja   | 1     | 2     | 3     | 4     | 5     | 6     | Wynik | Uwagi |
| ---- | --------------------- | --------------- | ----- | ----- | ----- | ----- | ----- | ----- | ----- | ----- |
| 01 ! | Udo Beyer             | NRD             | x     | 21,08 | x     | 20,21 | x     | 20,18 | 21,08 | =     |
| 02 ! | Aleksandr Barysznikow | ZSRR            | 19,73 | 20,68 | 20,16 | 20,03 | 18,84 | 20,48 | 20,68 |       |
| 03 ! | Wolfgang Schmidt      | NRD             | 19,86 | 19,63 | 19,02 | 19,62 | 20,30 | 19,49 | 20,30 |       |
| 4.   | Reijo Ståhlberg       | Finlandia       | 19,61 | x     | 19,36 | 20,17 | 19,99 | 20,08 | 20,17 |       |
| 5.   | Anatolij Jarosz       | ZSRR            | 19,72 | 19,66 | 19,86 | x     | 20,03 | x     | 20,03 |       |
| 6.   | Jaromír Vlk           | Czechosłowacja  | 19,36 | 19,27 | 19,48 | 19,53 | x     | x     | 19,53 |       |
| 7.   | Hreinn Halldórsson    | Islandia        | 18,42 | 19,34 | 19,02 | x     | x     | x     | 19,34 |       |
| 8.   | Jaroslav Brabec       | Czechosłowacja  | 19,23 | x     | 19,27 |       |       |       | 19,27 |       |
| 9.   | Wyłczo Stoew          | Bułgaria        | 18,28 | 19,15 | 19,23 |       |       |       | 19,23 |       |
| 10.  | Mathias Schmidt       | NRD             | 19,12 | 19,21 | 18,78 |       |       |       | 19,21 |       |
| –    | Geoff Capes           | Wielka Brytania |       |       |       |       |       |       |       | DQ    |
| –    | Jewgienij Mironow     | ZSRR            | 20,73 | 20,11 | x     | 19,73 | 20,87 | 20,53 | 20,87 | DQ    |